# 2014년 8월 북부 이라크 공세
2014년 8월 북부 이라크 공세는 2014년 8월 1일부터 시리아 내전 과정에서 성장한 수니파 군사집단이자 사실상 미승인 국가인 이슬람 국가군이 북부 이라크로 2번째 공세를 감행하여 벌어진 전쟁이다. 이들은 이라크군으로부터 모술과 사담 후세인의 고향인 티크리트 등을 빼앗고 바그다드 인근까지 위협하고 있다. 쿠르드 자치구의 자치정부인 쿠르드 지역 정부는 쿠르드인을 보호하고 만약의 경우를 대비하기 위해 이라크 정부군이 철수한 키르쿠크를 점령하여 이슬람 국가군으로부터 쿠르드인을 보호하고 있다. 쿠르드인들은 터키 방면으로도 대거 피난하여, 26일 기준으로, 15만명 가까이 피난한 것으로 추정된다. 현재 이라크 지역을 둘러싼 이해관계로 이란, 러시아, 시리아, 중국 등이 미국, 쿠르드 자치구, 이라크 정부와 연합해 IS군을 몰아내기 위해 노력 중이다. 여기에 수니파 중심국인 사우디아라비아가 IS 지원 의혹에도 불구하고 이라크 지원을 준비 중이다. 그러나 현재 미국이 공습 지역에 시리아를 포함하면서 이란과 미국 간의 마찰이 빚어지고 있다.
13일 현재 존 케리 미국 국무장관은 카이로를 방문해 압델 파타 엘시시 이집트 대통령과 회동하고 공습 지원을 요청했다. 현재 이라크 공습에 실질적으로 참여하고 있는 국가는 미국, 영국, 프랑스, 오스트레일리아, 네덜란드, 벨기에, 캐나다, 덴마크 등이 있다.